# Oswald Turnbull
Pour les articles homonymes, voir Turnbull.
Oswald Graham Noel Turnbull, né le 23 décembre 1890 et mort le 17 décembre 1970, est un joueur de tennis britannique, médaillé d'or en double aux Jeux olympiques d'été de 1920 à Anvers avec Max Woosnam.

## Palmarès (partiel) Oswald Turnbull

### Titres en simple
non connu

### Finales en simple
|   | Date       | Nom et lieu du tournoi        | Cat.    | ($) | Surf. | Vainqueur       | Score   |
| 1 | 23/08/1920 | Jeux Olympiques d'été, Anvers | Olympic | 0   |       | Charles Winslow | Forfait |

### Titres en double
|   | Date       | Nom et lieu du tournoi        | Cat.    | ($) | Surf. | Partenaire  | Finalistes                      | Score              |
| 1 | 23/08/1920 | Jeux Olympiques d'été, Anvers | Olympic | 0   |       | Max Woosnam | Ichiya Kumagae Seiichiro Kashio | 6-2, 5-7, 7-5, 7-5 |